# 藤異秀明
藤異 秀明（ふじい ひであき、1977年12月12日 - ）は、日本の男性漫画家。宮崎県出身。血液型はA型。

## 来歴
2000年、『コミックボンボン』（講談社）連載の「真・女神転生デビルチルドレン」でデビューし、2002年まで連載。同作は台湾の少年誌では一二を争うほどの人気であった。その後も同誌で「真・女神転生デビルチルドレン ライト&ダーク」（2002年 - 2004年）、「UMA大戦 ククルとナギ」（2005年 - 2007年）を連載。
『ボンボン』休刊後、『テレまんがヒーローズ』（講談社）での読み切りを経て『ケロケロエース』（角川書店）で「バトルスピリッツ 少年突破バシン」（2008年 - 2009年）を連載。
2010年からは『月刊コロコロコミック』などの小学館の媒体で作品を発表するほか、出版社の媒体を問わず活動の幅を広げる。

## 作品リスト

### 漫画

#### 連載
- 真・女神転生デビルチルドレン（『コミックボンボン』2000年8月号 - 2002年9月号 / 監修：ATLUS）
- 真・女神転生デビルチルドレン ライト&ダーク（『コミックボンボン』2002年11月号 - 2004年3月号 / 監修：ATLUS）
- UMA大戦 ククルとナギ（『コミックボンボン』2005年1月号 - 2007年2月号）
- バトルスピリッツ 少年突破バシン（『ケロケロエース』2008年7月号 - 2009年10月号 / 原作：SUNRISE）
- ダンボール戦機（『月刊コロコロコミック』2011年2月号 - 2012年1月号 / 原作：レベルファイブゲームソフト『ダンボール戦機』）
- ダンボール戦機W（『月刊コロコロコミック』2012年2月号 - 2013年3月号 / 原作：レベルファイブゲームソフト『ダンボール戦機』） - 単行本のタイトルは『ダンボール戦機』
- ダンボール戦機ウォーズ（『月刊コロコロコミック』2013年4月号 - 11月号 / 原作：レベルファイブゲームソフト『ダンボール戦機』）
- デュエル・マスターズ SAGA（『別冊コロコロコミックSpecial』2014年4月号 - 2015年6月号）
- バケガミ―化神―（『読売KODOMO新聞』2016年4月28日号 - 2018年4月26日号 / 原作：岸本みゆき）
- ZOIDS FIELD OF REBELLION（「『ZOIDS FIELD OF REBELLION』公式サイト」2017年5月30日 - 2018年7月27日 / 脚本：柳坂明彦・いけうらまこと、原作：タカラトミー）
- マキシマムザ亮君の必殺!!アウトサイダー広告代理人（『コロコロアニキ』2017年秋号 - 2019年春号 / 監修・脚本：マキシマムザ亮君） - 『これからの麺カタコッテリの話をしよう』（2018年、ワーナーミュージック・ジャパン）に収録。
- 武狂争覇（『COMIC MeDu』2018年12月21日 - 2025年2月28日）
- 魔神英雄伝ワタル 七魂の龍神丸（『コロコロアニキ』2020年夏号 - 2021年春号）
- さようなら亮君。（Web掲載 2022年 / 脚本：マキシマムザ亮君） - 「巌河原エイカ(ggeika)+藤異秀明」名義

#### 読み切り
- マザー・コスモス（『コミックボンボン』2007年11月号・12月号 / 原作・メカデザイン・作画：杉山実）
- VILLAIN VILLAIN（『月刊ComicREX』2007年12月号）
- 仮面ライダー電王＆キバ クライマックス刑事（『テレまんがヒーローズ』2008年春号 / 原作：石ノ森章太郎） - 『スーパーヒーローズ』第1巻（2009年、講談社）に収録。
- ジャン！ジャカ！ジャン！（『別冊コロコロコミックSpecial』2010年4月号）
- ロストプラネット-UNEXPECTED ONE-（『コロコロG』2010年 夏号・冬号 / 原作：CAPCOMゲームソフト『ロスト プラネット 2』）
- スーパーカセキホリダー：episode 0（『月刊コロコロコミック』2010年11月号・12月号 / 原作：任天堂ゲームソフト『スーパーカセキホリダー』）
- 麻神闘士ジャンパイザー3（『近代麻雀』2015年2/1号 / 原作：岸本みゆき）
- マキシマム ザ ホルモン 〜新連載プロローグ〜（『コロコロアニキ』2017年夏号 / 監修・脚本：マキシマムザ亮君） - 『これからの麺カタコッテリの話をしよう』（2018年、ワーナーミュージック・ジャパン）に収録。
- ビックリマンの思い出 (2)（『コロコロアニキ』2019年春号）
- 魔神英雄伝ワタル 七魂の龍神丸（『コロコロアニキ』2020年春号）
- BBAyaga（『COMIC MeDu』2024年4月26日）

#### 書籍
- 『真・女神転生デビルチルドレン』、講談社〈ボンボンコミックス〉 2001年 - 2002年、全5巻
  - （新装版） 講談社〈KCDX〉 2013年、全3巻。第3巻に描き下ろし番外編「安らぎあらんことを」を収録。
- 『真・女神転生デビルチルドレン ライト&ダーク』、講談社〈ボンボンコミックス〉 2003年 - 2004年、全3巻
- 『UMA大戦 ククルとナギ』、講談社〈ボンボンコミックス〉 2005年 - 2007年、全5巻
  - （新装版） 講談社〈KCDX〉 2014年、全3巻
- 『プリンセスナイトメア オフィシャルコミックス』、花梨エンターテイメント 2008年、全2巻
- 『バトルスピリッツ 少年突破バシン』、角川書店〈ケロケロエースコミックス〉 2008年 - 2009年、全4巻
- 『ダンボール戦機』、小学館〈コロコロコミックス〉 2011年 - 2013年、全6巻。第1巻から第3巻に『ダンボール戦機』、第4巻から第6巻に『ダンボール戦機W』を収録。
- 『ダンボール戦機ウォーズ』、小学館〈コロコロコミックス〉 2013年 - 2014年、全2巻
- 『デュエル・マスターズ SAGA』、小学館〈コロコロコミックス〉 2014年 - 2015年、全2巻
- 『バケガミ―化神―』、小学館〈てんとう虫コミックス〉 2017年 - 2018年、全2巻。第2巻は電子書籍のみ。
- 『武狂争覇』、ジーオーティー〈MeDu COMICS〉 2020年 - 2025年、全4巻
- 『魔神英雄伝ワタル 七魂の龍神丸』、小学館〈てんとう虫コミックススペシャル〉、2021年、全1巻

### ゲーム
- 真・女神転生 デビルチルドレン 炎の書・氷の書（2003年9月12日）デビルデザイン

### イラスト
- 真・女神転生デビルチルドレン カードゲーム プロモーションカードのイラスト
- バトルスピリッツBattle Spirits プロモーションカードのイラスト
- 小説版 バトルスピリッツ ショーメン探偵団!（2009年）イラスト・挿絵
- 夜光戦機ヴァイナー（2010年、同人ゲーム）ゲストエネミーデザイン
- デジモンジントリックス（2011年、カードゲーム）プロモーションカードのイラスト
- ダンボール戦機（2011年 - 2013年、プラモデル）組立説明書内How-toコミック
- BUSTER KEEL!（2011年、坂本憲司郎による漫画）第9巻カバー裏のイラスト
- デュエル・マスターズ カードゲーム プロモーションカードのイラスト

## 関連人物
師匠
- タモリはタル

アシスタント
- 木下エースケ